# لاپریسا، تگزاس
لاپریسا (به انگلیسی: La Presa) یک منطقهٔ مسکونی در ایالات متحده آمریکا است که در شهرستان وب، تگزاس واقع شده‌است. لاپریسا ۱٫۳ کیلومتر مربع مساحت و ۳۱۹ نفر جمعیت دارد و ۱۵۶ متر بالاتر از سطح دریا واقع شده‌است.